# Luc de Heusch
Luc de Heusch (Brussel, 7 mei 1927 - aldaar, 7 augustus 2012) was een Belgisch etnoloog en cineast. Hij was tot 1992 hoogleraar aan de Université libre de Bruxelles en doctor honoris causa aan de Universiteit Marc Bloch te Straatsburg.

## Biografie
Heusch studeerde kunstgeschiedenis en sociologie. In 1948 kwam hij in contact met de Cobra-beweging. Hij maakte beschrijvingen van Cobra-kunstenaars en schreef artikelen voor het tijdschrift Cobra. De Heusch maakte diverse films over kunst in het algemeen, Cobra in het bijzonder en over diverse kunstenaars (met enkelen van hen was hij bevriend), zoals Pierre Alechinsky, Christian Dotremont, James Ensor en René Magritte. Van zijn hand verschenen diverse etnologische publicaties.
Hij was lid van de Académie royale des sciences, des lettres et des beaux-arts de Belgique.